# Фаустина Старија
Анија Галерија Фаустина (21. септембар 100 – октобар / новембар 140), познатија као Фаустина Старија, била је римска царица, односно супруга цара Антонина Пија.

## Биографија
Родила се као кћер конзула Марка Анија Вера и Рупилије Фаустине. Браћа су јој били конзул Марко Аније Либон и претор Марко Аније Вер. Тетка с мајчине стране јој је била царица Вибија Сабина. 
Између 100. и 115. године се удала за Антонина Пија. Брак је, према античким изворима, био срећан, иако је од четворо деце - два сина и две ћерке само Фаустина Млађа, будућа царица, успела да доживи пунолетство. Када је Антонин године 138. основу Хадријановог тестамента добио престо, Фаустина је већ уживала репутације једне од најугледнијих жена у Риму, истакавши се добротворним радом, помажући сирочад и оснивајући школе за девојчице. 
Када је након само неколико година умрла, Антонин је био неутешан. Дао ју је прогласити богињом, те подигао храм њој у част. 
Царска повест, пак, наводи да је била „неозбиљна", односно склона „претераној искрености". Упркос томе, сматра се једном од најморалнијих жена римске историје. 